# José Bravo Viloria
José Juan Bravo Viloria (Trujillo, 16 maggio 1986) è un ex cestista venezuelano.

## Carriera
Con il Venezuela ha disputato due edizioni dei Campionati americani (2011, 2017).